# Седмйороґув-Другий
Седмйороґув-Другий (пол. Siedmiorogów Drugi, нім. Siebenwald) — село в Польщі, у гміні Борек-Велькопольський Гостинського повіту Великопольського воєводства.
Населення — 237 осіб (2011).
У 1975-1998 роках село належало до Лешненського воєводства.

## Демографія
Демографічна структура станом на 31 березня 2011 року:
|          | Загалом | Допрацездатний вік | Працездатний вік | Постпрацездатний вік |
| -------- | ------- | ------------------ | ---------------- | -------------------- |
| Чоловіки | 116     | 34                 | 69               | 13                   |
| Жінки    | 121     | 24                 | 80               | 17                   |
| Разом    | 237     | 58                 | 149              | 30                   |